# Al-Malikijja (dystrykt)
Al-Malikijja – jednostka administracyjna drugiego rzędu (dystrykt) muhafazy Al-Hasaka w Syrii.
W 2004 roku dystrykt zamieszkiwało 191 994 osób.
| Geokod    | Nazwa         | Obszar       | Ludność | Wioski | Siedziba      |
| --------- | ------------- | ------------ | ------- | ------ | ------------- |
| SY0803 00 | Al-Malikijja  | 1264,22 km²  | 112 000 | 108    | Al-Malikijja  |
| SY0803 01 | Al-Dżawadijja | 383,44 km²   | 40 535  | 50     | Al-Dżawadijja |
| SY0803 02 | Al-Jarubijja  | 1 005,08 km² | 39 459  | 62     | Al-Jarubijja  |